# باربرا هيكس
باربرا هيكس (بالإنجليزية: Barbara Hicks)‏ هي ممثلة بريطانية (وحملت سابقاً جنسية المملكة المتحدة لبريطانيا العظمى وأيرلندا)، ولدت في 12 أغسطس 1924 في المملكة المتحدة، وتوفيت بنفس المكان في 6 سبتمبر 2013.

## أعمال

### أفلام
- (1982) شر تحت أشعة الشمس
- (1992) نهاية هاورد

## وصلات خارجية
- باربرا هيكس على موقع IMDb (الإنجليزية)
- باربرا هيكس على موقع ألو سيني (الفرنسية)
- باربرا هيكس على موقع قاعدة بيانات الفيلم (الإنجليزية)